# Брукс (хребет)
 Тази статия е за хребета Брукс.  За други значения вижте Брукс.  
Брукс (на английски: Brooks Range) е мощна планинска система, намираща се в северозападния ъгъл на Северна Америка, в САЩ и Канада. Разположена е в северната част на щата Аляска в САЩ и в северозападната част на федералната територия Юкон в Канада.

## Наименование
Съвременното име на хребета е дадено през 1925 г. в чест на американския геолог Алфред Брукс, който в периода 1903 – 1924 г. ръководи местното отделение на Геологическата топографска служба на САЩ.

## География
Планината се простира разположен от запад на изток в северната част на Аляска в САЩ и северната част на Юкон, Канада. Дължината ѝ е 1190 km, ширината до 530 km, а средната надморска височина 2000 – 2500 m. Най-високият връх е Исто – 2736 m. Състои се от отделни планински масиви, разделени от дълбоки речни долини: Де Лонг (1530 m), Бърд (1433 m) и Шуотка (2523 m) на запад, Ендикот (2370 m) и Филип Смит (2452 m) в средата, Дейвидсън и Бритиш Маунтинс (2736 m) на изток, като последния на канадска територия се свързва с планината Ричардсън. На север планинската система постепенно се понижава към Арктическото плато, на юг – към обширното плато Юкон, по което тече река Юкон, а на запад достига до бреговете на Чукотско море. Планината е на възраст около 115 – 145 милиона години и е изградена предимно от долнопалеозойски варовици, кварцити, шисти и пясъчници.
В САЩ планината се приема за част или продължение на Скалистите планини, докато в Канада се разглежда като отделно образувание от големия планински масив, като границата между двете е река Лиард.
Други високи върхове са: Исто (на английски: Mount Isto, 2736 m), Хъбли (на английски: Mount Hubley, 2668 m) и Майкълсън (на английски: Mount Michelson, 2699 m). Всички основни върхове са покрити от ледници. Широко разпространение имат древните ледникови форми на релефа. Много характерни са каменистите сипеи и оголените скали. Планината Брукс е вододел на реките от северния склон Канинг, Сагаваниргток, Купарук, Иткилик, (Колвил, Икпикпук, Мид, Утукук, коколик, Ноитак и др., вливащи се в Северния ледовит океан и на десните притоци на река Юкон (Коюкук, Шандалар, Шинджек, Колин и др.) от южния склон, вливаща се в Тихи океан.

## Климат
Климатът е субарктичен, суров, с продължителни полярни нощи и дни. Благодарение на океанските течения снежната покривка не е дебела, но поривите на силните ветрове донасят много ниски температури.

## Флора
Покрай планината преминава границата на арктическия фронт. Тук се намира и границата на дървесната растителност. В северните склонове на хребета се срещат единствено дървета Балсамова топола (на латински: Populus balsamifera). Основната растителност е представена от планинска тундра.

## Фауна
От едрите бозайници тук се срещат вълци, мечки гризли, лосове, овен на Дал и многочислени стада от карибу.

## Инфраструктура
В района на прохода Атиган преминава автомобилното трасе Долтън (Dalton Highway) и част от нефтопровода Трансаляска. Липсват големи населени места. Има само две селца, населени с ескимоси – Анактувук Пас и Арктик Вилидж.